# 深裂刺楸
深裂刺楸（学名：Kalopanax septemlobus var. maximowiezi）是五加科刺楸属刺楸的变种。分布于日本以及中国大陆的辽宁、浙江、山东、河南、江苏等地，目前尚未由人工引种栽培。